# Juliana Silva
Juliana Felisberta da Silva (Santos, 22 de julio de 1983) es una jugadora de vóley playa femenino de Brasil que ganó el Campeonato Mundial de Vóley Playa de 2011, además de ganar la medalla de bronce en los Juegos Olímpicos de Londres 2012, en ambas ocasiones junto a Larissa França.

## Trayectoria

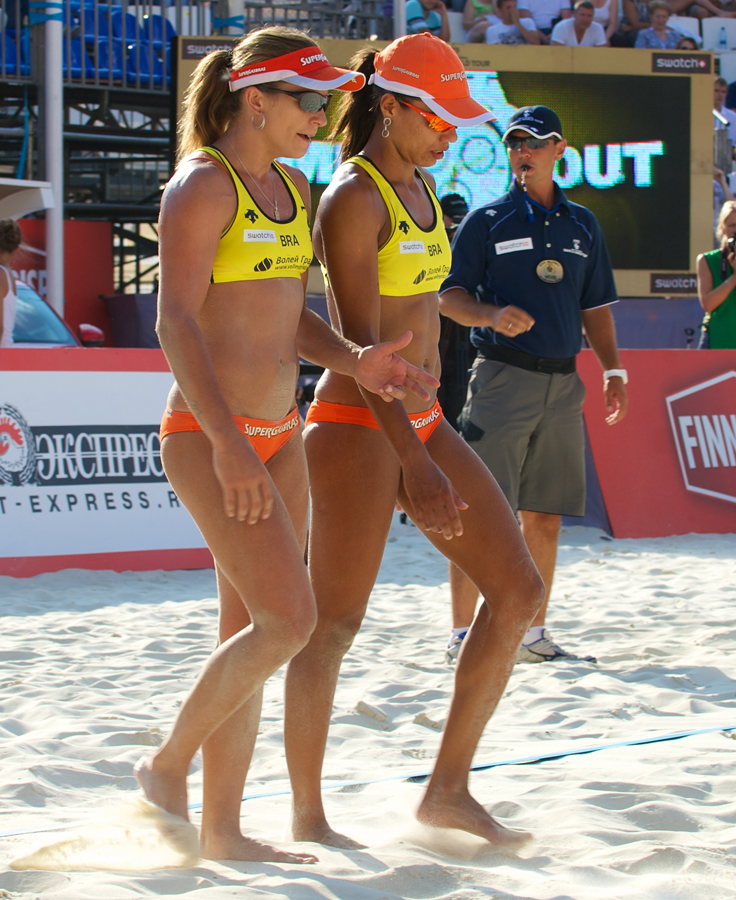
Juliana Silva y Larissa França en el Grand Slam de Moscú, 2011.

En marzo de 2004, en su primera competición junto a Larissa França, quedaron terceras en una competición internacional, tras derrotar a las olímpicas chinas Tian Jia y Wang Fei. Solo fueron derrotadas por las estadounidenses Misty May-Treanor y Kerri Walsh y por las rivales brasileñas Adriana Behar y Shelda Bede. En el tour mundial de la SWATCH-FIVB de 2005 tuvieron unas ganancias de 409.750 dólares, y solo las estadounidenses pudieron superarlas en algún momento. Consiguieron seis victorias y 14 podios de 15 pruebas totales. Las estadounidenses ganaron en seis ocasiones, con cuatro de esas victorias ante Larissa y Juliana, en Berlín, París, Salvador de Bahía y Cape Town. En la temporada de 2006 consiguieron ganar 533.750 dólares en solo 25 eventos, con siete victorias y 18 podios.
Ganó la medalla de plata en el Campeonato Mundial de Vóley Playa de 2005 en Berlín y en el de 2009 en Stavanger, siempre junto a Larissa França. En 2011 consiguieron por fin ganar la medalla de oro.

## Palmarés
- Juegos Olímpicos

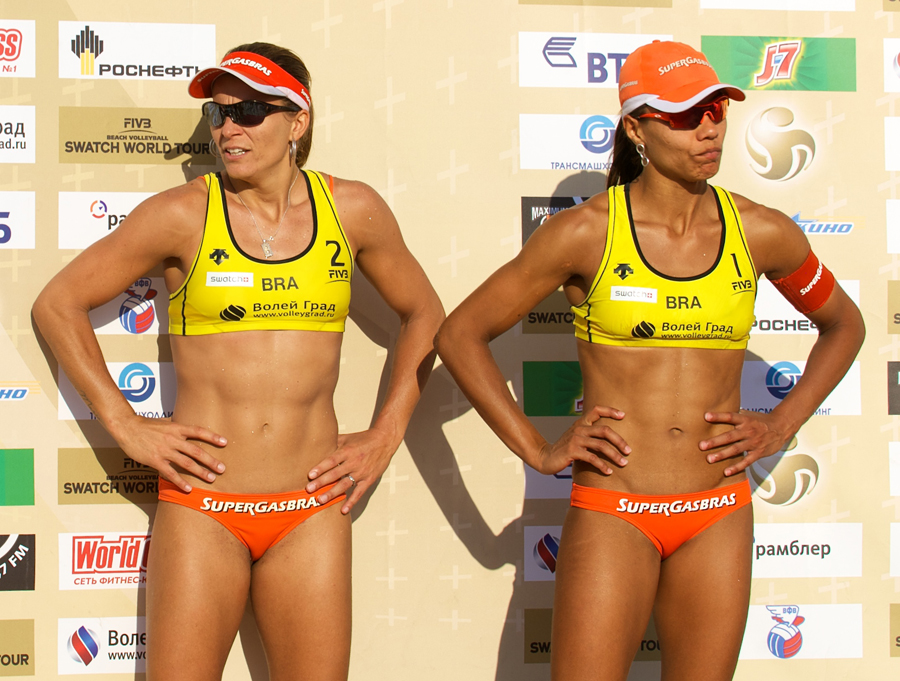
Juliana Silva (d) con Larissa França, 2011

  - Bronce en los Juegos Olímpicos de Londres 2012 con Larissa França.
- Campeonato Mundial de Vóley Playa
  - Oro en el Campeonato Mundial de Vóley Playa de 2011 en Roma con Larissa França.
  - Plata en el Campeonato Mundial de Vóley Playa de 2005 en Berlín con Larissa França.
  - Plata en el Campeonato Mundial de Vóley Playa de 2009 en Stavanger con Larissa França.
  - Bronce en el Campeonato Mundial de Vóley Playa de 2007 en Gstaad con Larissa França.
- Juegos Panamericanos
  - Oro en los Juegos Panamericanos de 2007 en Río de Janeiro con Larissa França.
  - Oro en los Juegos Panamericanos de 2011 en Guadalajara con Larissa França.